# اتمسفر کلکته
اتمسفر کلکته (به انگلیسی: Atmosphere) یک ساختمان در هند است که در کلکته واقع شده‌است.